# Officeren och rosen
Officeren och rosen (originaltitel Oficir s ružom) är en kroatisk dramafilm från 1987. 
Filmen utspelas i Zagreb strax efter andra världskrigets slut. Den unga änkan Matilda Ivančić (Ksenija Pajić) anklagas för att ha kollaborerat med nazisterna och döms till straffarbete. Den kommunistiske officeren och tidigare partisanen Peter Horvath (Žarko Laušević) får veta att Matildas make i själva verket samarbetade med partisanerna och dödades av Gestapo. Peter och Matilda blir förälskade i varann.
Officeren och rosen visades i SVT1 den 31 december 1988.